# Tăietor de hârtie

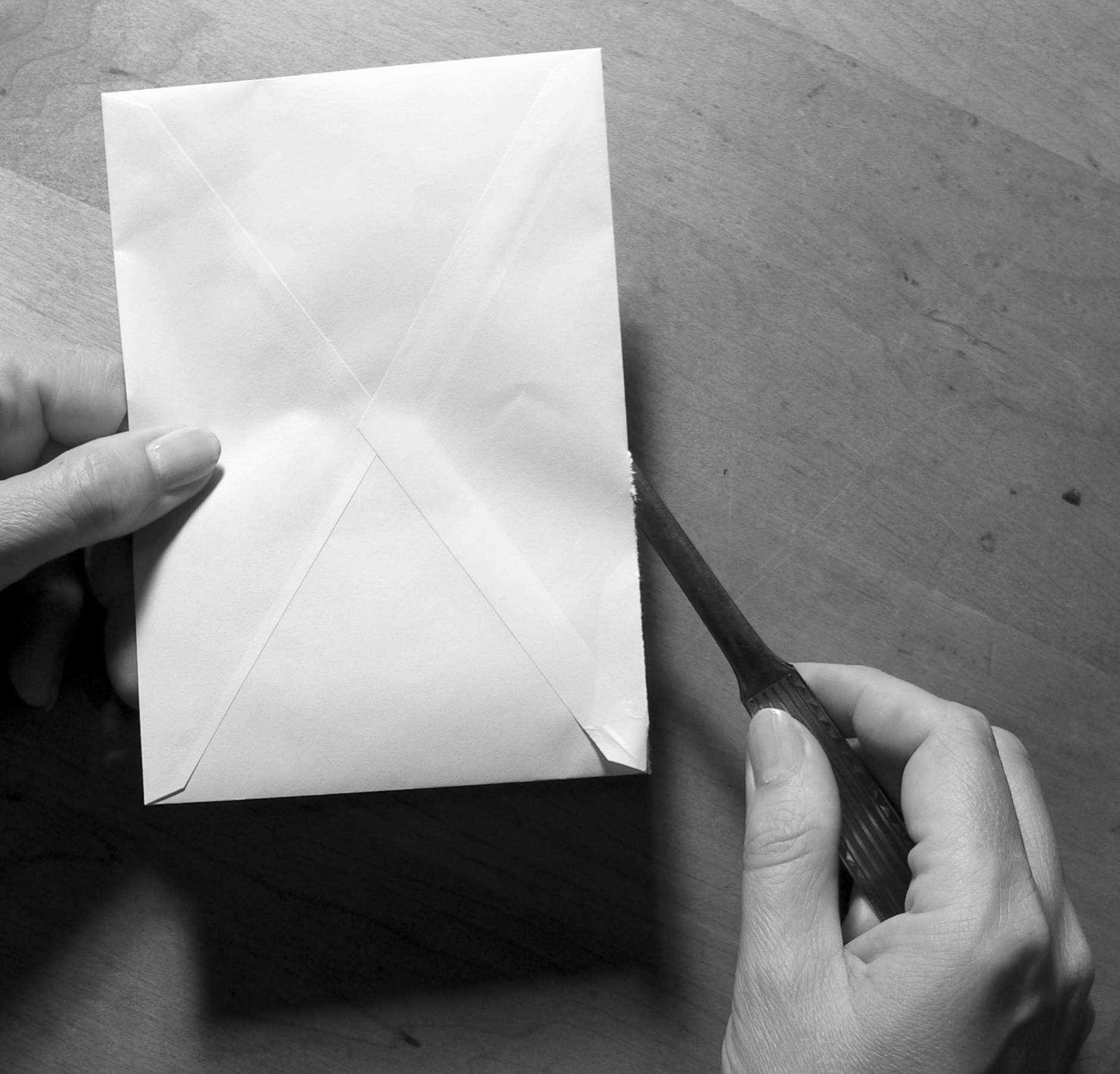
Deschiderea unui plic cu un tăietor de hârtie

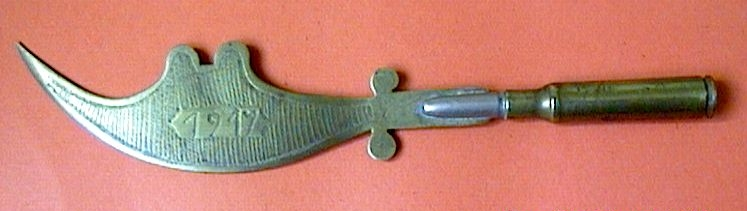
Tăietor de hârtie suvenir realizat din materiale reciclate de pe frontul francez în Primul Război Mondial.

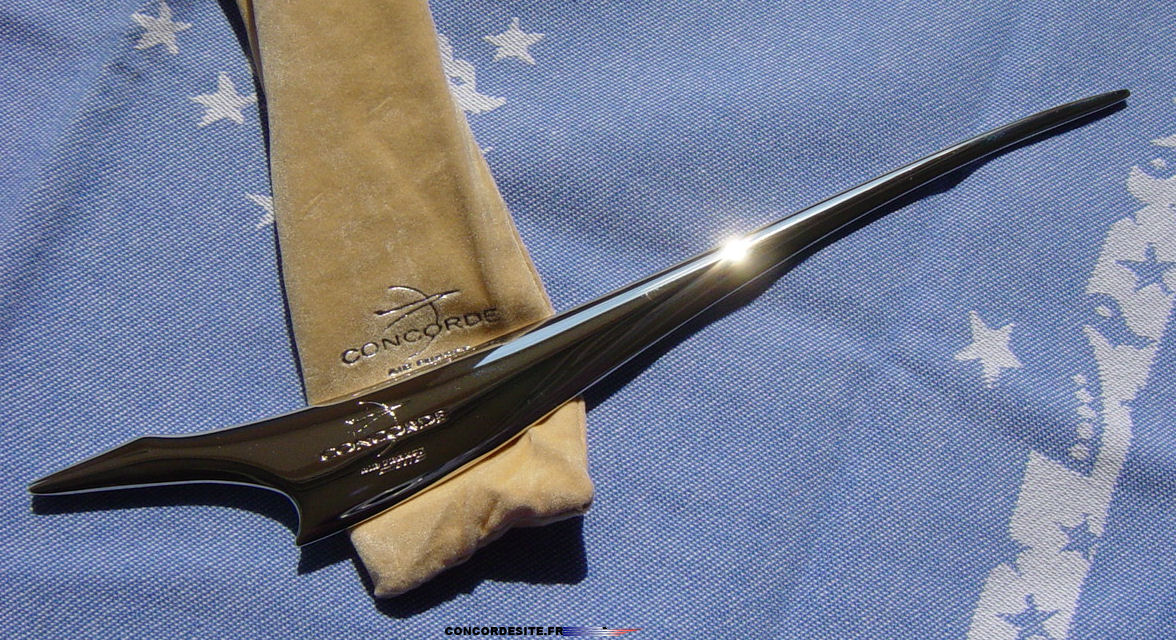
Un tăietor de hârtie inscripționat „Concorde Air France”

Un tăietor de hârtie sau coupe-papier este un cuțit conceput pentru desfacerea unui plic sau pentru tăierea unei foi de hârtie împăturite.
Un tăietor de hârtie poate fi folosit în principal la următoarele activități:
- în activitatea de legătorie, pentru a tăia paginile unei cărți, atunci când acestea nu sunt separate. Această utilizare a fost mult mai răspândită înaintea anilor 1960, deoarece în prezent majoritatea cărților au paginile lor separate una de alta și cititorul nu are nevoie să le taie el însuși;

- pentru a deschide un plic, tăind cu ascuțișul lamei în lungimea pliului superior al plicului.

Un tăietor de hârtie poate fi utilizate pentru multe alte activități legate de cărți sau articole de papetărie. Astfel, în 1916, dadaiștii au găsit numele mișcării lor, dada, introducând la întâmplare un tăietor de hârtie între paginile dicționarului Larousse.
În unele cazuri particulare, el poate servi ca armă albă. Astfel, Robert Stewart, viconte de Castlereagh, s-a sinucis tăindu-și gâtul cu un tăietor de hârtie. În mod similar, Patrick Henry este celebru pentru un discurs ținut în fața Camerei Burghezilor din Virginia pe 23 martie 1775, în care a spus „Give me Liberty or give me Death!” („Dați-mi Libertatea sau dați-mi Moartea!”) înainte de a simula introducerea unui tăietor de hârtie în piept.
În timpul celui de-al Doilea Război Mondial, președintele american Franklin Roosevelt ar fi primit drept cadou din partea unui membru al Congresului Statelor Unite ale Americii un tăietor de hârtie realizat dintr-un os uman prelevat de la cadavrul unui soldat japonez.